# Andrea Gallandi
Andrea Gallandi est un érudit italien, spécialiste de patristique, membre de la Congrégation de l'Oratoire, né à Venise le 7 décembre 1709, mort dans la même ville le 12 janvier 1779.

## Biographie et travaux
Il eut pour professeurs deux fameux dominicains, Daniele Concina et Bernardo Maria De Rubeis. Son ouvrage principal est une grande collection patristique : Bibliotheca veterum patrum antiquorumque scriptorum ecclesiasticorum Græco-Latina (Venise, 1765-81, 14 vol. ; 2e éd., 1788), dédiée au sénat vénitien. Elle rassemble 380 auteurs ecclésiastiques des sept premiers siècles, sans se limiter aux œuvres principales, mais avec un travail de recueil des textes plus courts et moins connus. Les originaux grecs sont accompagnés d'une traduction latine, et des dissertations et notes copieuses s'y ajoutent. La collection du même genre la plus complète qui existait précédemment, la Maxima Bibliotheca veterum patrum (Lyon, 1677, 27 vol.), ne comprenait que 200 auteurs. Il y eut ensuite l'entreprise plus vaste (s'étendant jusqu'au XVe siècle) de Jacques Paul Migne (1844-1866).
Il a aussi publié une collection de traités de canonistes : De vetustis canonum collectionibus dissertationum sylloge (Venise, 1778, 1 vol. in-folio ; Mayence, 1790, 2 vol.). À sa mort, il laissait un troisième ouvrage, qui ne fut pas publié : Thesaurus antiquitatis ecclesiasticæ historico-apologetico-criticus complectens SS. patrum gesta et scripta doctissimorum virorum dissertationibus asserta et illustrata ac juxta seriem XII sec. digesta.

## Sources bibliographiques
- (en) « Andrea Gallandi », in Catholic Encyclopedia, New York, Robert Appleton Company, 1913 [lire en ligne].